# (2527) Gregory
Pour les articles homonymes, voir Gregory.
(2527) Gregory est un astéroïde de la ceinture principale. Il a été découvert le 3 septembre 1981 par l'astronome américain Norman G. Thomas à la station Anderson Mesa.